# Humiliaten

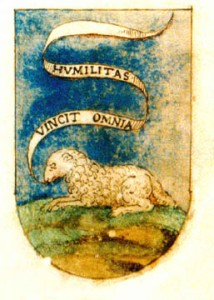
Emblem der Humiliaten (1605)

Die Humiliaten (lateinisch humilis ‚niedrig, demütig‘) waren Anhänger einer mittelalterlichen christlichen Armuts- und Bußbewegung in Norditalien (dort Ordine degli Umiliati). Ursprünglich als Gemeinschaft von Laien gegründet, stieg diese ab 1201 in den Rang eines Ordens auf.

## Geschichte
Gebildet wurde die Gemeinschaft der Humiliaten im 12. Jahrhundert durch lombardische Adlige nach ihrer Rückkehr aus ihrer Gefangenschaft in Deutschland. Als Stifter gilt der mailändische Edelmann Johann von Meda.
Die Humiliaten lebten von gemeinschaftlicher Arbeit in Handwerksgenossenschaften. Zweck ihrer Vereinigung war das Führen eines ihrem Verständnis nach gottgerechten einfachen und demütigen Lebens in der Nachfolge Christi. Die Richtschnur dafür bildeten die Evangelien der Bibel. Sie hielten als Laien Predigten ab und widmeten sich der Bekämpfung von Häretikern. Ihre Mitglieder durften heiraten, lehnten es jedoch ab, Eide zu schwören.
Zum Konflikt mit der katholischen Kirche kam es insbesondere wegen der Ausübung der Laienpredigt, denn Predigen war nur Klerikern gestattet. Die Humiliaten wurden deshalb durch Papst Lucius III. in seiner 1184 verfassten Dekretale Ad Abolendam gemeinsam mit anderen christlichen Laienbewegungen (u. a. Waldenser, Katharer) verurteilt und mit dem Kirchenbann belegt. Fortan galten die Humiliaten als Ketzer. Nach Verhandlungen mit der Kirche unter Papst Innozenz III. erfolgte 1201 ihre kirchliche Wiedereingliederung. Als Gegenleistung für die Anerkennung (Approbation) ihrer Vereinigung, die somit den Rang eines Ordens erhielt, hatten die Humiliaten die ihnen von der Kirche vorgeschriebenen Statuten zu akzeptieren, welche das Recht auf Predigt durch Laien massiv einschränkten. Viele Humiliaten wandten sich danach von ihrer Gemeinschaft ab und traten zu den Waldensern über. Dennoch erlebten die Humiliaten in den ersten Jahrzehnten des 13. Jahrhunderts eine beachtliche Blüte, insbesondere im Raum Mailand.
Im 14. Jahrhundert wurde der männliche vom weiblichen Zweig des Ordens getrennt, beide Zweige nahmen die Benediktiner-Regel an. Als im 16. Jahrhundert der Orden reformiert werden sollte und auf den zuständigen Kardinal Borromeo durch den Priester La Farina ein Mordanschlag verübt wurde, hob Papst Pius V. 1571 den männlichen Orden auf. Die weiblichen Humiliaten, die nach ihrer Stifterin, der Mailänderin Clara Blassoni auch Blassonische Nonnen genannt werden, existieren in Italien bis heute.